# Brignac-la-Plaine
Brignac-la-Plaine är en kommun i departementet Corrèze i regionen Nouvelle-Aquitaine i de centrala delarna av Frankrike. Kommunen ligger  i kantonen Ayen som tillhör arrondissementet Brive-la-Gaillarde. År 2022 hade Brignac-la-Plaine 967 invånare.

## Befolkningsutveckling
Antalet invånare i kommunen Brignac-la-Plaine
Referens:INSEE